# Hannu Lahtinen
Hannu Antero Lahtinen (ur. 20 września 1960 w Jalasjärvi, zm. 19 listopada 2020 w Seinäjoki) – fiński zapaśnik walczący w stylu klasycznym. Olimpijczyk z Los Angeles 1984, gdzie odpadł w eliminacjach w kategorii 62 kg.
Złoty medalista mistrzostw świata w 1983. Siódmy na mistrzostwach Europy w 1984. Wicemistrz nordycki w 1982 roku.